# Stazione di Stoccarda-Bad Cannstatt
La stazione di Stoccarda-Bad Cannstatt (in tedesco Stuttgart-Bad Cannstatt) è la stazione di S-Bahn e treni regionali del distretto di Bad Cannstatt a Stoccarda, in Germania.

## Movimento
La stazione è servita dalle linee S1, S2 e S3 della S-Bahn.